# Village-Neuf
Village-Neuf là một xã trong tỉnh Haut-Rhin, vùng Grand Est ở đông bắc Pháp. Xã này có diện tích 6,83 km², dân số năm 1999 là 3501 người. Khu vực này có độ cao 245 mét trên mực nước biển.